# Calumma cucullatum
Calumma cucullatum är en ödleart som beskrevs av Gray 1831. Calumma cucullatum ingår i släktet Calumma och familjen kameleonter. IUCN kategoriserar arten globalt som sårbar. Inga underarter finns listade.